# Demon Days Live at the Manchester Opera House
Demon Days Live at the Manchester Opera House es un DVD en vivo de la banda virtual, Gorillaz. Compila las presentaciones del 1 de noviembre al 5 de noviembre del año 2005, en la Manchester Opera House donde se interpretó el álbum Demon Days. Fue dirigido por David Barnard y Grant Gee.
Casi todos los intérpretes del álbum pudieron participar en el evento, incluyendo a Neneh Cereza, Bootie Brown, Shaun Ryder e Ike Turner. MF HADO y Dennis Hoopper aparecieron a través de vídeo y audio, respectivamente. Coros locales de Mánchester fueron contratados para las presentaciones.
Fueron incluidas las canciones: "Hong Kong", la cual fue escrita para la War Child y pertenece al álbum Help!: A Day in the Life; y "Latin Simone (¿Qué Pasa Contigo?)" del álbum Gorillaz, añadido como tributo a la memoria de Ibrahim Ferrer, quien falleció ese año.
En 2011, el audio del espectáculo fue liberado en Spotify. 

## Lista de Canciones
1. "Intro" – 1:11
2. "Last Living Souls" – 3:21
3. "Kids with Guns" (featuring. Neneh Cherry) – 4:04
4. "O Green World" – 5:17
5. "Dirty Harry" (featuring. Bootie Brown) – 4:00
6. "Feel Good Inc." (featuring. De La Soul) – 3:56
7. "El Mañana" – 4:07
8. "Every Planet We Reach Is Dead" (featuring. Ike Turner) – 5:30
9. "November Has Come" (featuring. DOOM) (footage) – 2:58
10. "All Alone" (featuring. Roots Manuva and Martina Topley-Bird) – 3:52
11. "White Light" – 2:26
12. "DARE" (featuring. Roses Gabor and Shaun Ryder) – 4:38
13. "Fire Coming Out of the Monkey's Head" – Read by Dennis Hopper – 3:32
14. "Don't Get Lost in Heaven" (featuring. The London Community Gospel Choir) – 2:07
15. "Demon Days" (featuring. The London Community Gospel Choir) – 4:52
16. "Hong Kong" (featuring. Zeng Zhen) – 6:37
17. "Latin Simone (¿Qué Pasa Contigo?)" (featuring. Ibrahim Ferrer) (footage) – 3:53

## Personal
- Voz/piano/melodica – Damon Albarn
- MD/Teclados – Mike Smith
- Guitarra – Simon Tong
- Guitarra – Simon Jones
- Bajo – Morgan Nicholls
- Batería – Cass Browne
- Tocadiscos – Darren Galea

### Vocalistas de respaldo
- Wayne Hernández
- Sharlene Hector
- Rosie Wilson
- Wendi Rose
- Aaron Sokell

### Sección de cuerda
- Violonchelo – Isabelle Dunn
- Violonchelo – Dan Keane
- Bajo – Emma Smith
- Viola – Amanda Drummond
- Viola – Nina Kapinsky
- Violín – Antonia Pagulatos
- Violín – Jennifer Berman
- Violín – Kirsty Mangan
- Viola – Gary Pomeroy
- Violonchelo – Deborah Chandler

### Colaboradores
- Neneh Cherry – Cantante invitada en "Kids with Guns"
- Bootie Brown – Rapero invitado en "Dirty Harry"
- De La Soul – Grupo invitado en "Feel Good Inc"
- Ike Turner – Pianista invitado en "Every Planet We Reach is Dead"
- DOOM – Cantante invitado en "November Has Come"
- Roots Manuva – Rapero invitado on "All Alone"
- Martina Topley-Bird – Cantante invitada en "All Alone"
- Rosie Wilson – Cantante invitada en "DARE"
- Shaun Ryder – Cantante invitado en "DARE"
- Dennis Hopper – Narrador en "Fire Coming Out of the Monkey's Head"
- The London Community Gospel Choir – Coro invitado en "Don't Get Lost in Heaven" and "Demon Days"
- Zeng Zhen – Tocando el guzheng en "Hong Kong"
- Ibrahim Ferrer – Cantante invitado (se le hizo tributo) en "Latin Simone (¿Qué Pasa Contigo?)"